# Districte de Český Krumlov
El districte de Český Krumlov - (txec) Okres Český Krumlov - és un districte de la regió de Bohèmia Meridional, a la República Txeca. La capital és Český Krumlov.

## Llista de municipis
Benešov nad Černou -
Besednice -
Bohdalovice -
Brloh -
Bujanov -
Černá v Pošumaví -
Český Krumlov -
Dolní Dvořiště -
Dolní Třebonín -
Frymburk -
Holubov -
Horní Dvořiště -
Horní Planá -
Hořice na Šumavě -
Chlumec -
Chvalšiny -
Kájov -
Kaplice -
Křemže -
Lipno nad Vltavou -
Loučovice -
Malonty -
Malšín -
Mirkovice -
Mojné -
Netřebice -
Nová Ves -
Omlenice -
Pohorská Ves -
Polná na Šumavě -
Přední Výtoň -
Přídolí -
Přísečná -
Rožmberk nad Vltavou -
Rožmitál na Šumavě -
Soběnov -
Srnín -
Střítež -
Světlík -
Velešín -
Větřní -
Věžovatá Pláně -
Vyšší Brod -
Zlatá Koruna -
Zubčice -
Zvíkov
Part del territori del districte pertany al camp militar de Boletice.